# TOSSad
tOSSad, ein Acronym für Towards Open Source Software Adoption und Dissemination, ist ein von der Europäischen Union gefördertes Projekt, das die Akzeptanz und den Einsatz von freier Software vor allem im öffentlichen Sektor in Europa fördern soll. Von tOSSad gibt es bereits mehrere Studien und Untersuchungen.